# Golden Grand Prix

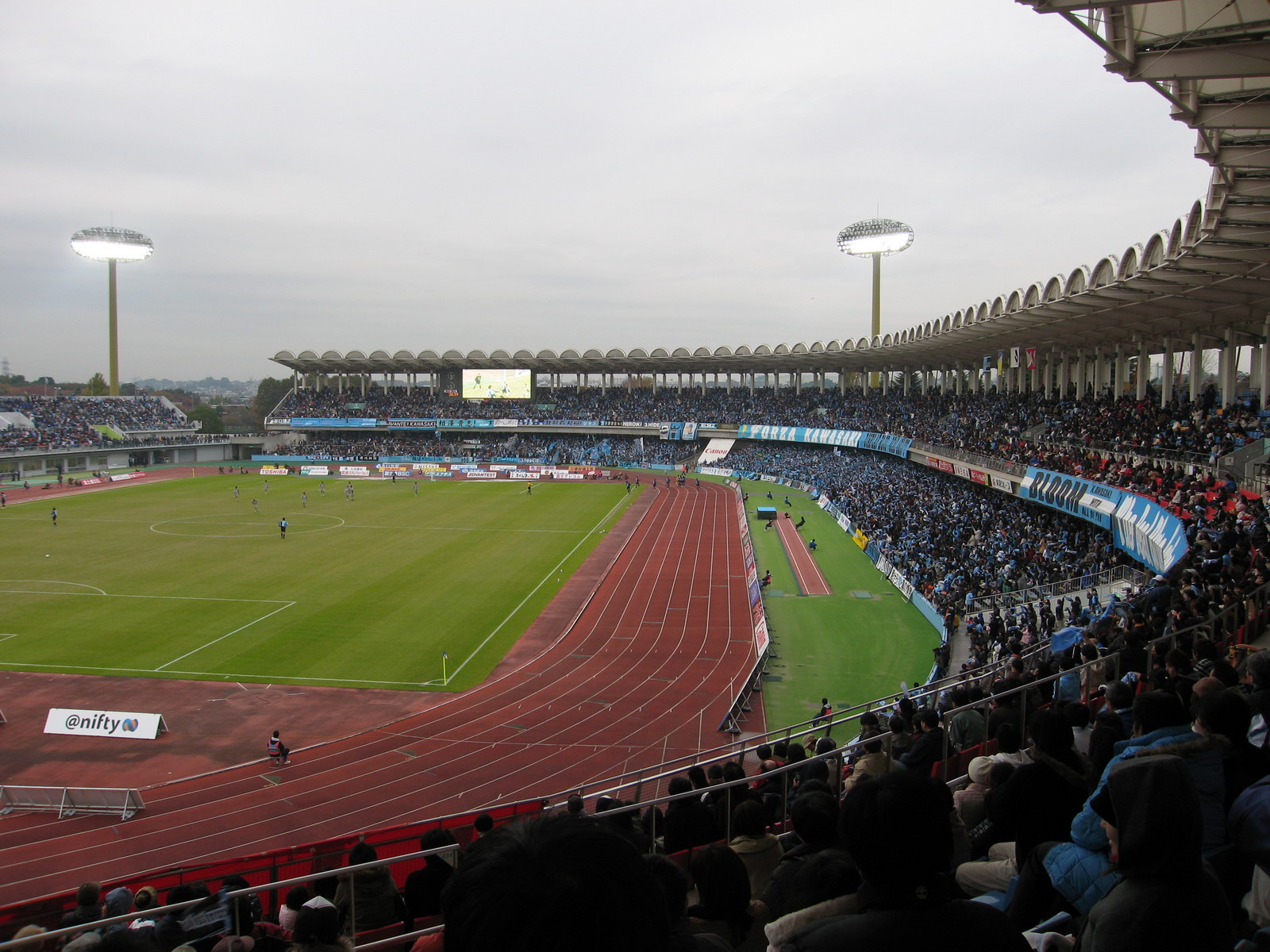
Estádio Todoroki Athletics

O Golden Grand Prix é um meeting de atletismo que se desenrola todos os anos em Tóquio, Japão, desde 2011. Faz parte atualmente da IAAF World Challenge e é sediado no Estádio Todoroki Athletics, em regra acontece sempre em maio.